# Marco Wittmann
Marco Wittmann (Fürth, 24 de novembro de 1989) é um piloto de automobilismo profissional natural de Fürth, na Alemanha.

## Carreira

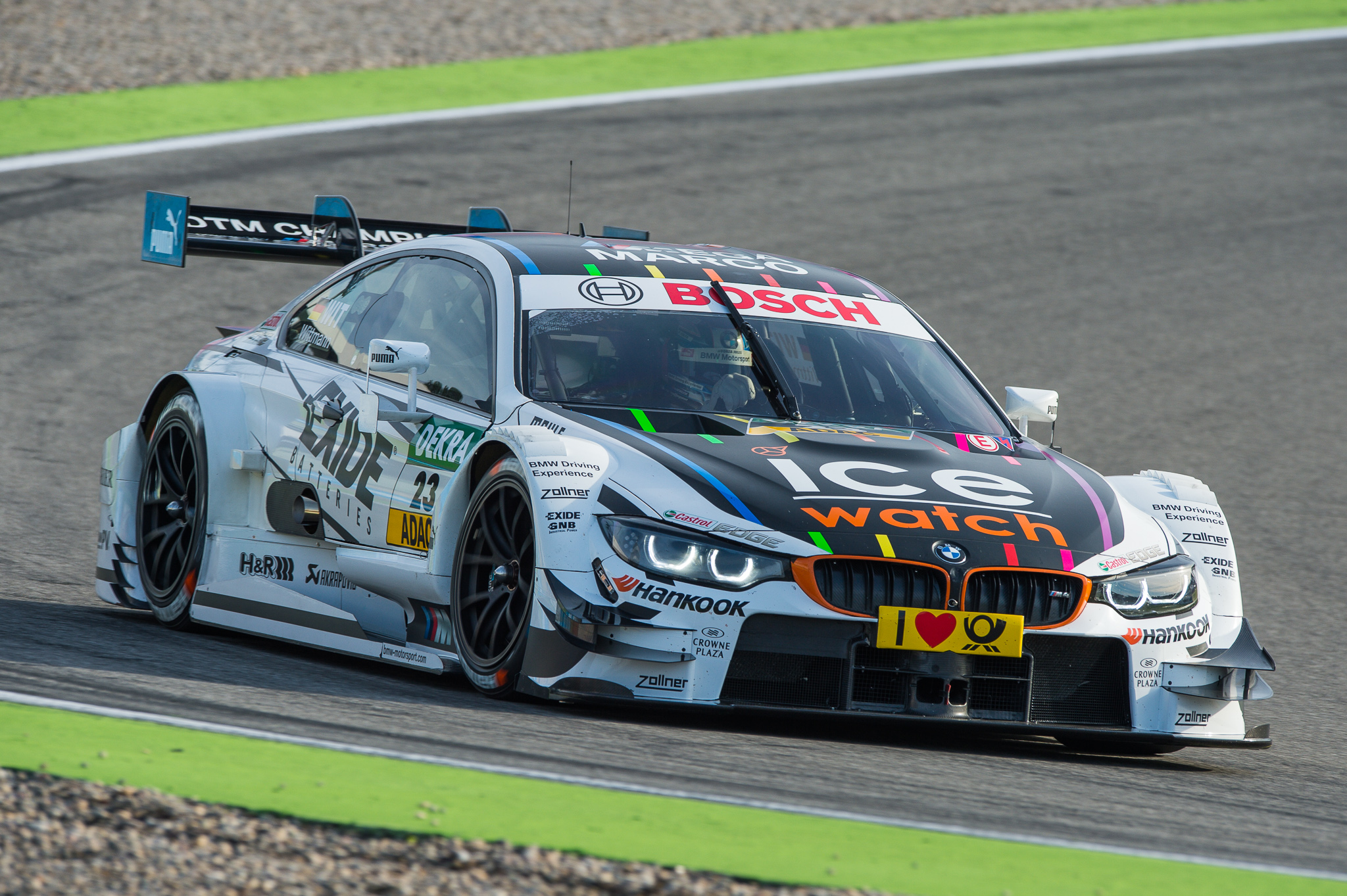
Wittmann na DTM em 2014.

Disputou a Fórmula 3 Euro Series entre 2009 e 2011 e a DTM de 2013 para cá, é bicampeão da categoria DTM em 2014 e 2016.